# Paso de los Mellizos
Paso de los Mellizos o simplemente Los Mellizos es una localidad uruguaya del departamento de Río Negro.

## Geografía
La localidad se ubica al norte del departamento de Río Negro, al oeste del llamado Paso de los Mellizos sobre el arroyo Grande y sobre el camino que une el anterior paso con la cuchilla del Ombú. 150 km la separan de la capital departamental Fray Bentos, mientras que la ciudad más próxima es Guichón a 26 km al norte.

## Población
Según el censo del año 2011 la localidad contaba con una población de 312 habitantes.
| 238           | 281 | 269 | 242 | 317 | 312 |
| (Fuente: INE) |     |     |     |     |     |